# Game Over: Kasparov and the Machine
Game Over: Kasparov and the Machine is een documentaire gemaakt door Vikram Jayanti in 2003 over de match tussen Garri Kasparov en Deep Blue. Kasparov bezat in die tijd de hoogste FIDE-rating en was al 15 jaar lang (1985 - 2000) wereldkampioen. En Deep Blue was een schaakcomputer gebouwd door IBM.
In 1997 speelde Kasparov zijn tweede match tegen Deep Blue, een computer die specifiek was gebouwd om van Kasparov te winnen met schaken. 
In de tweede partij van de match, zette Kasparov een val, waar computers normaal gesproken in trappen. Deep Blue trapte er echter niet in en hierdoor verdacht Kasparov, IBM ervan, een sterke menselijk speler te gebruiken om de strategische kracht van de machine te vergroten. 
Deep Blue won uiteindelijk de match en zorgde hiermee, dat voor het eerst in de geschiedenis een computer de wereldkampioen versloeg in een match. 
In 2003 werd de film genomineerd voor een International Documentary Association award.